# Trichomyia nocturna
Trichomyia nocturna är en tvåvingeart som beskrevs av Freddy Bravo 2001. Trichomyia nocturna ingår i släktet Trichomyia och familjen fjärilsmyggor. Inga underarter finns listade i Catalogue of Life.